# Marquess of Cambridge

Wappen des 1. Marquess of Cambridge

Marquess of Cambridge war ein erblicher britischer Adelstitel, der nach der Stadt Cambridge benannt war und je einmal in der Peerage of England und einmal in der Peerage of the United Kingdom verliehen wurde.

## Verleihungen
Der Titel wurde erstmals am 9. November 1706 in der Peerage of England an Georg August von Hannover verliehen, zusammen mit den Titeln Duke of Cambridge, Earl of Milford Haven, Viscount Northallerton und Baron Tewkesbury. Er war der Sohn von Georg Ludwig, Kronprinz von Hannover und Herzog von Braunschweig-Lüneburg, der 1714 als Georg I. König von Großbritannien wurde. Beim Tod seines Vaters am 11. Juni 1727 folgte Georg August ihm als Georg II. auf den britischen Thron und seine Titel verschmolzen mit der Krone.

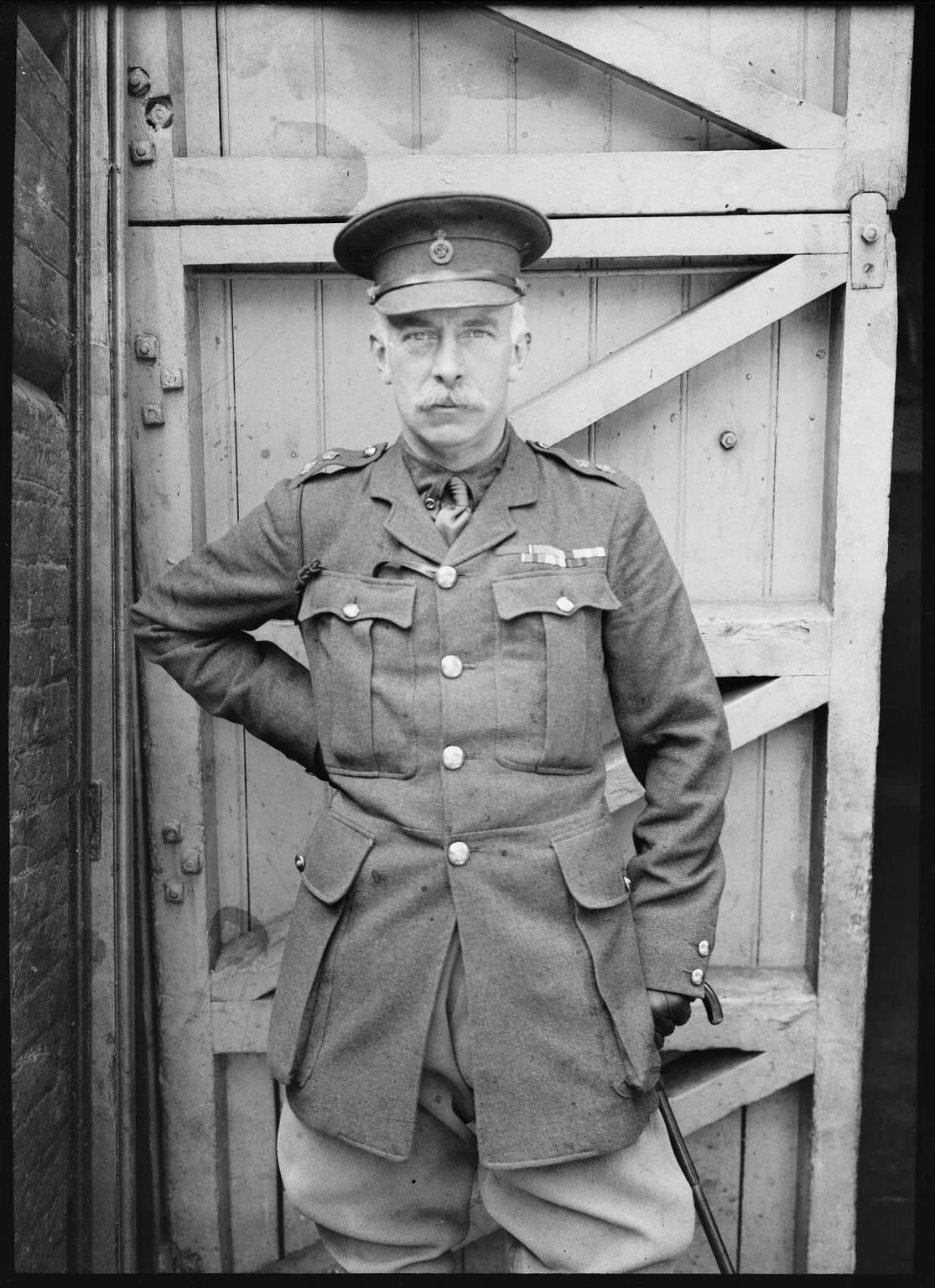
Adolphus Cambridge, 1. Marquess of Cambridge

Ein zweites Mal wurde der Titel am 16. Juli 1917 in der Peerage of the United Kingdom für Adolphus, Herzog von Teck, einen Bruder von Queen Mary, Ehefrau von König Georg V., geschaffen, zusammen mit den nachgeordneten Titeln Earl of Eltham und Viscount Northallerton. Die Verleihung erfolgte, nachdem er während des Ersten Weltkriegs seine deutschen Titel aufgegeben und den Nachnamen Cambridge angenommen hatte. Nach seinem Tod gingen die Titel auf seinen Sohn George über. Dieser verstarb am 16. April 1981 ohne männliche Erben, weshalb die Titel erloschen.

## Liste der Marquesses of Cambridge

### Marquesses of Cambridge, erste Verleihung (1706)
- Georg August, Duke of Cambridge, Marquess of Cambridge (1683–1760) (wurde 1727 als Georg II. König)

### Marquesses of Cambridge, zweite Verleihung (1917)
- Adolphus Cambridge, 1. Marquess of Cambridge (1868–1927)
- George Cambridge, 2. Marquess of Cambridge (1895–1981)